# Лекарственная резистентность

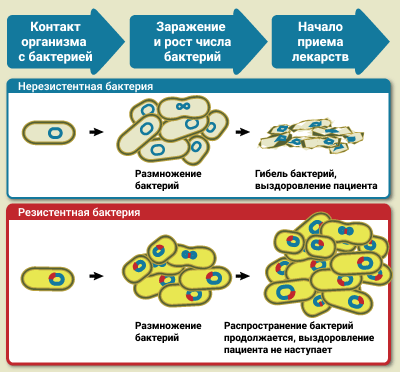
Схема механизма лекарственной резистентности

Лекарственная резистентность, или лекарственная устойчивость — это снижение эффективности лекарственного средства, например противомикробного или противоопухолевого, при лечении какого-либо заболевания или состояния . Этот термин используется в контексте устойчивости, которую приобрели патогены или раковые опухоли. Когда организм устойчив к более чем одному лекарственному средству, то это называют множественной лекарственной устойчивостью.
Устойчивость бактерий к антибиотикам возникает из-за того, что эти препараты воздействуют в основном на определенные молекулы бактерий, чаще всего на белки. Поскольку препарат специфичен, то любая мутация в этих молекулах будет препятствовать его разрушительному действию или сводить его на нет, что приведет к устойчивости к антибиотикам.  Например, чрезмерное использование антибиотиков в сфере животноводства привело к широкому распространению резистентных штаммов бактерий.
Бактерии способны не только изменять фермент-мишень антибиотика, но и с помощью ферментов модифицировать сам антибиотик и дезактивировать его. Примерами патогенов, изменяющих мишень, являются золотистый стафилококк, устойчивые к ванкомицину энтерококки и устойчивые к макролидам стрептококки, а примерами микробов, модифицирующих антибиотики, являются синегнойная палочка и устойчивые к аминогликозидам ацинетобактеры.
Способность микроорганизмов вырабатывать устойчивость к антибиотикам быстрее, чем создаются новые препараты, позволяет предположить, что существующие подходы к разработке эффективных и долгосрочных методов антимикробной терапии в конечном итоге не принесут успеха. Без альтернативных стратегий появление лекарственной устойчивости патогенных микроорганизмов может стать одной из самых серьезных угроз общественному здоровью, с которыми столкнется человечество в XXI веке.  Одним из лучших альтернативных способов снижения вероятности развития резистентности к антибиотикам является использование пробиотиков, пребиотиков, пищевых волокон, ферментов, органических кислот, фитогенных веществ .

## Разновидности лекарственной устойчивости
Устойчивость к лекарствам, токсинам или химическим веществам является следствием эволюции и ответом на внешнее воздействие, оказываемое на любой живой организм. Некоторые организмы восприимчивы к определенным лекарственным препаратам, в то время как другие, обладающие более высокой способностью к адаптации, резистентны к терапии. Соответственно, в последнем случае признаки лекарственной устойчивости будут наследоваться следующими поколениями, в результате чего популяция станет более устойчивой к лекарствам. Устойчивость к препарату неизбежно возникнет, если применяемый препарат не окажет негативное влияние на половое размножение, митоз или горизонтальный перенос генов во всей целевой популяции. Это можно наблюдать в раковых опухолях, где у некоторых клеток может развиться устойчивость к препаратам, используемым при химиотерапии. Химиотерапия приводит к тому, что фибробласты вблизи опухоли вырабатывают большое количество белка WNT16B. Этот белок стимулирует рост устойчивых к лекарственным препаратам опухолевых клеток . Также было показано, что микроРНК влияют на возникновение приобретенной лекарственной устойчивости раковых клеток, и это может быть использовано в терапевтических целях . Также известно, что в 2012 году малярия вновь стала представлять угрозу в Юго-Восточной Азии и странах Африки к югу от Сахары, а лекарственно-устойчивые штаммы Plasmodium falciparum начали создавать серьезные проблемы для органов здравоохранения . В дополнение к этому, у больных проказой наблюдается повышенная устойчивость к дапсону.
Среди одноклеточных организмов существует быстрый процесс передачи устойчивости, называющийся горизонтальным переносом генов, при котором происходит прямой обмен генами между бактериями, особенно в состоянии биопленки . Подобный бесполый метод используется грибами и называется парасексуальностью. Примеры штаммов, устойчивых к лекарствам, можно найти у микроорганизмов , таких как бактерии и вирусы, эндо- и эктопаразитов, растений, грибов, членистоногих , млекопитающих , птиц , рептилий, рыб и земноводных .
В домашних условиях устойчивые к лекарствам штаммы микроорганизмов могут возникнуть в результате, казалось бы, безопасных действий, таких как использование отбеливателя , чистка зубов и полоскание рта , использование антибиотиков, дезинфицирующих и моющих средств, шампуней и мыла, особенно антибактериального , спреев для поверхностей, нанесение дезодорантов, солнцезащитных кремов и любых косметических или медицинских продуктов, инсектицидов . Химические вещества, содержащиеся в этих препаратах, не только наносят вред полезным организмам, но и приводят к возникновению резистентности у других организмов .

## Механизмы
Ниже представлены четыре основных механизма, с помощью которых микроорганизмы проявляют устойчивость к противомикробным препаратам .
1. Инактивация или модификация препарата, например ферментативная дезактивация пенициллина G у некоторых бактерий, устойчивых к пенициллину за счет β-лактамаз.
2. Изменение сайта-мишени, например изменение пенициллин-связывающих белков (Penicillin-binding proteins, PBPs) — сайта-мишени связывания пенициллинов — у метициллинрезистентного золотистого стафилококка (Methicillin-resistant Staphylococcus aureus, MRSA) и других бактерий, устойчивых к пенициллину.
3. Изменение метаболического пути, например некоторым бактериям, устойчивым к сульфаниламидам, не требуется парааминобензойная кислота (ПАБК), важный предшественник синтеза фолиевой кислоты и нуклеиновых кислот в бактериях, ингибируемых сульфаниламидами. Вместо этого, как и клетки млекопитающих, они начинают использовать синтезированную ранее фолиевую кислоту.
4. Снижение накопления лекарств за счет уменьшения проницаемости лекарств и/или активного выведения лекарств через поверхность клетки.

### Механизмы приобретенной лекарственной устойчивости
| Механизм                                                            | Антимикробный агент                                                                                                 | Действие лекарства | Механизм резистентности |
| ------------------------------------------------------------------- | --- | --- | --- |
| Разрушение (инактивация) лекарства                                  | Аминогликозиды Бета-лактамные антибиотики (пенициллины и цефалоспорины) Хлорамфеникол                               | Связывается с 30S субъединицей рибосомы, ингибируя синтез белка. Связывается с пенициллин-связывающими белками, ингибируя синтез пептидогликана. Связывается с 50S субъединицей рибосомы, ингибируя образование пептидных связей | Плазмида кодирует ферменты, которые химически изменяют лекарство (например, путем ацетилирования или фосфорилирования), тем самым инактивируя его. Плазмида кодирует бета-лактамазу, которая раскрывает бета-лактамное кольцо, инактивируя его. Плазмида кодирует фермент, который ацетилирует лекарство, тем самым инактивируя его |
| Изменение мишени лекарства                                          | Аминогликозиды Бета-лактамные антибиотики (пенициллины и цефалоспорины) Эритромицин Хинолоны Рифампицин Триметоприм | Связывается с 30S субъединицей рибосомы, ингибируя синтез белка. Связывается с пенициллин-связывающими белками, ингибирует синтез пептидогликана. Связывается с 50S субъединицей рибосомы, ингибируя синтез белка. Связывается с ДНК-топоизомеразой, ферментом, необходимым для синтеза ДНК. Связывается с РНК-полимеразой; ингибирует инициацию синтеза РНК. Ингибирует фермент дигидрофолат редуктазу, блокируя синтез фолиевой кислоты | Бактерии создают измененную 30S субъединицу рибосомы, которая не связывается с лекарством. Бактерии производят измененные пенициллин-связывающие белки, которые не связываются с лекарством. Бактерии производят измененную 50S субъединицу рибосомы, которая не связывается с лекарством. Бактерии производят измененную топоизомеразу ДНК, которая не связывается с лекарством. Бактерии производят измененную полимеразу, которая не связывается с лекарством. Бактерии производят измененный фермент, который не связывается с лекарством |
| Препятствование проникновению или выведение лекарственного средства | Пенициллин Эритромицин Тетрациклин                                                                                  | Связывается с пенициллин-связывающими белками, ингибирует синтез пептидогликана. Связывается с 50S субъединицей рибосомы, ингибируя синтез белка. Связывается с 30S субъединицей рибосомы, подавляя синтез белка путем блокирования тРНК | Бактерии изменяют форму пориновых каналов внешней мембраны, препятствуя проникновению лекарства в клетку. Новая мембранная транспортная система предотвращает попадание лекарства в клетку. Новая мембранная транспортная система удаляет лекарство из клетки |

## Метаболические затраты
Биологическая стоимость — это мера увеличения энергетического метаболизма, необходимого для выполнения той или иной функции .
Лекарственная устойчивость имеет высокую метаболическую цену для патогенов, для которых эта концепция актуальна (бактерий , эндопаразитов и опухолевых клеток). У вирусов эквивалентной ценой является увеличение сложности генома. Высокие метаболические затраты означают, что в отсутствие антибиотиков устойчивый патоген будет иметь меньшую эволюционную приспособленность по сравнению с патогенами, чувствительными к действию антибиотиков . Это одна из причин, по которой адаптация к лекарственной устойчивости редко наблюдается в условиях отсутствия антибиотиков. Однако в присутствии антибиотиков преимущество в выживаемости компенсирует высокие метаболические затраты и позволяет устойчивым штаммам размножаться.

## Лечение
У человека ген ABCB1 кодирует MDR1 (p-гликопротеин), являющийся ключевым переносчиком лекарств на клеточном уровне. При сверхэкспресии MDR1 происходит увеличение устойчивости к лекарствам, следовательно, уровни ABCB1 следует контролировать. С некоторым успехом применялось сочетание первичных методов лечения с использованием вторичных, таких как метформин, у пациентов с высоким уровнем экспрессии ABCB1 .
Для борьбы с антибиотикорезистентностью, которая в настоящее время представляет собой широко распространенную проблему, используются препараты, которые блокируют механизмы устойчивости бактерий к антибиотикам. Например, устойчивость бактерий к β-лактамным антибиотикам (таким как пенициллины и цефалоспорины) можно обойти, используя такие антибиотики, как нафциллин, которые не подвержены разрушению определенными β-лактамазами (группой ферментов, ответственных за расщепление β-лактамов) . С резистентностью бактерий к бета-лактамам также можно бороться путем назначения бета-лактамных антибиотиков вместе с препаратами, блокирующими бета-лактамазы, такими как клавулановая кислота. В этом случае антибиотики могут действовать, не подвергаясь разрушению бактериями . Существует необходимость в новых препаратах, которые ингибировали бы эффлюксные насосы бактерий, благодаря которым развивается устойчивость ко множеству антибиотиков, таких как бета-лактамы, хинолоны, хлорамфеникол и триметоприм, за счет выведения молекул этих антибиотиков из бактериальной клетки . В некоторых случаях синергически используют комбинацию антибиотиков разных классов для борьбы с бактериями, устойчивыми лишь к одному из них .
Уничтожения резистентных бактерий также можно добиться с помощью фаготерапии, при которой используется специфический бактериофаг (вирус, убивающий бактерии) .

## Внешние ссылки
- Борьба с лекарственной устойчивостью - статья о множественной лекарственной устойчивости.
- MDRIpred : Веб-сервер для прогнозирования ингибиторов против толерантных к лекарствам M. Tuberculosis, опубликовано в Chemistry Central Journal.
- CancerDR : База данных устойчивости к лекарствам от рака.